# 懷鄉行
《懷鄉行》，二胡獨奏曲，陸修棠第1首作品，於1936年完成。該曲表現了作者在抗日戰爭時期家鄉淪陷流亡重慶時的思鄉之情。

## 樂曲結構
樂曲由引子和3個段落組成，各段附有小標題
1. 「遊子羈感」
引子速度緩慢，情緒深沉，其主題是作者在嘉陵江邊的思鄉之情。
2. 「家山詠嘆」
第1段是一個曲調委婉的慢板樂段，分為兩個部份，結構上採用了變頭合尾的形式。
3. 「土風吟罷感凄零」
第2段是一個活躍的小快板樂段，情緒比較開朗，運弓需頓挫分明，為樂曲的高潮。
4. 「以深情」
第3段速度極慢，情感內在，運弓緩和，更進一步的突出思鄉的主題。